# Calceolaria rhacodes
Calceolaria rhacodes är en toffelblomsväxtart som beskrevs av Kränzl.. Calceolaria rhacodes ingår i släktet toffelblommor, och familjen toffelblomsväxter. Inga underarter finns listade i Catalogue of Life.